# Veoneer
Veoneer AB è una società svedese produttrice di componenti per la sicurezza automobilistica attiva e assistenza avanzata alla guida. La società ha sede a Stoccolma, ed è stata fondata nel giugno 2018 come spin-off della divisione elettronica di Autoliv. Veoneer conta circa 8 600 dipendenti, dei quali 4 300 impiegati in ricerca e sviluppo in 26 centri tecnici, con uffici in 13 paesi, è quotata nella borsa di New York e ha un fatturato di 2,2 miliardi di dollari (2018).
Veoneer produce sistemi di assistenza avanzata alla guida (ADAS) basati su radar, LiDAR, camere mono e stereo, sistemi di visione notturna, componenti di sicurezza attiva per frenata assistita, controllo degli airbag e pre-tensione delle cinture di sicurezza. Nel dicembre 2018 Veoneer ha ottenuto un contratto per la produzione su larga scala dei LiDAR Velodyne.
Nel mese di gennaio 2021, Veoneer scorporò lo sviluppo di software per la visione artificiale, creando una nuova spin-off chiamata Arriver AB, dedicata allo sviluppo di soluzioni ADAS in collaborazione con Qualcomm.
Nell'ottobre 2021, Qualcomm e SSW Partners raggiunsero un accordo finalizzato ad acquisire Veoneer per la cifra di 4,5 miliardi di dollari. Nell'aprile 2022, SSW Partners completò la vendita di Arriver, acquistata da Qualcomm, e mise in vendita il resto di Veoneer, acquisito nel dicembre 2022 per 1,52 miliardi di dollari da Magna International.